# Sertanismo
El sertanismo fue una actividad iniciada durante el siglo XVII en Brasil, en la que los hombres se adentraban en el interior del país con el objetivo de capturar indígenas, buscar metales preciosos y conocer las riquezas naturales y las especies, tanto vegetales como animales. A pesar de no ser el motor de esta actividad, el sertanismo contribuyó en gran medida a la colonización del interior de Brasil. En el período colonial brasileño, estos hombres, llamados bandeirantes, fueron los principales responsables de ampliar las fronteras del país llevándolas a su configuración actual. Eran violentos, asaltaban con uso de armas de fuego y saqueaban todo lo que podían. Solían secuestrar a los habitantes de los pueblos y aldeas, especialmente a mujeres y niños indígenas. Su interés en estos secuestros era utilizar la mano de obra de estas personas para la agricultura.
En el siglo XX, la palabra sertanista pasó a designar al individuo que conocía en profundidad la parte del territorio más alejada de las zonas urbanizadas y aún no colonizada por los "Blancos". En este sentido, el Marechal Rondon puede ser considerado un gran sertanista. A partir de la década de 1940, tras la creación del Consejo Nacional de Protección al Indio (CNPI), mediante el Decreto N° 1794 del 22 de noviembre de 1939, las prácticas sertanistas comenzaron a ser cuestionadas por antropólogos como Heloísa Alberto Torres, Darcy Ribeiro, Roberto Cardoso de Oliveira y Eduardo Galvão, que empezaron a influir en la formulación de las políticas indigenistas brasileñas. Aunque consideraban inevitable la integración de los indios a la sociedad nacional, estos antropólogos sostenían que el cuerpo indigenista no debía comprometerse a estimular este proceso. En la nomenclatura de cargos de la FUNAI, sin embargo, permanece el nombre de 'sertanista'.
En la época colonial, los sertanistas, aunque tenían la ambición de encontrar metales preciosos, se dedicaban principalmente a capturar y esclavizar indígenas. Como afirma el historiador John Manuel Monteiro,

Ciertamente, detrás de las hazañas de estos intrépidos exploradores (los bandeirantes) se esconde la apasionante historia de los miles de indios -los negros de la tierra- aprisionados por los sertanistas de São Paulo.

De esta forma, los sertanistas penetraron en el interior del territorio de la América portuguesa, por medio de las Entradas y Bandeiras y las Monções, colonizando y ocupando áreas que hoy pertenecen a los actuales estados brasileños de Paraná, Goiás, Mato Grosso, Mato Grosso do Sul y Santa Catarina. En aquella época, según el meridiano estipulado por el Tratado de Tordesillas (1494), estas regiones pertenecían al Imperio Español. Sólo serían incorporadas por la América portuguesa en el siglo XVIII, con el Tratado de Madrid (1750), que utilizó el principio jurídico del uti possidetis para legitimar la Posesión portuguesa de estas áreas. Sin embargo, como señala el historiador Sérgio Buarque de Holanda, es inadecuado afirmar que los sertanistas tenían el deseo de "ampliar deliberadamente el área de colonización lusitana". Muchos sertanistas se mezclaron con indígenas y gran parte de los bandeirantes eran caboclos. Además, los usos y costumbres de los sertanistas incorporaron diversas técnicas indígenas de caza, recolección, medicación, orientación geográfica, navegación fluvial, agricultura y vestimenta, como analiza Sérgio Buarque de Holanda en su obra Caminhos e Fronteiras. Un tipo de sertanismo especialmente extendido en el siglo XVII fue el sertanismo por contrato, que consistía en la contratación de sertanistas para capturar a tribus indígenas que se resistían a la dominación colonial y a esclavos fugitivos. Esta represión estaba legitimada por la doctrina católica de la Guerra justa. Un caso notorio de sertanismo contractual fue la expedición dirigida por Domingos Jorge Velho, de São Paulo, para destruir el Quilombo dos Palmares, en la Serra da Barriga, al oeste del actual estado de Alagoas, en 1694. La expedición había sido contratada por el gobierno de la Capitanía de Pernambuco.<ref>Lara, Silvia (2021). Palmares & Cucaú: O Aprendizado da Dominação (en portugués de Brasil). São Paulo: EdUSP..